# An jedem verdammten Sonntag
An jedem verdammten Sonntag ist ein US-amerikanischer Spielfilm aus dem Jahr 1999. Regie führte Oliver Stone, der außerdem am Drehbuch und als Executive Producer beteiligt war.

## Handlung
Das Football-Team der Miami Sharks steckt in der Krise und hat zu Beginn des Films bereits dreimal in Folge verloren – die Play-off-Teilnahme ist in Gefahr. Als dann auch noch Star-Quarterback Jack Rooney sowie sein ohnehin erfolgloser Ersatzmann verletzungsbedingt ausfallen, muss der dritte Quarterback, der Afroamerikaner Willie Beamen, ran. Er kann die vierte Niederlage in Folge nicht verhindern, steigert sich aber nach anfänglichen Schwierigkeiten und zeigt ungeahnte Qualitäten. Durch seine überhebliche Art bekommt er jedoch schnell Probleme mit den Gesetzmäßigkeiten des Sports. Sein Auftreten ist geprägt von seiner Herkunft und Problemen mit früheren Coaches, die sein Talent stets verkannten. Beamen ist nicht in der Lage, Demut zu zeigen oder sich für seine Mitspieler zu opfern. Schnell bekommt er auch Probleme mit seiner Freundin Vanessa, die ihn verlässt, und Chefcoach Tony D’Amato, da er dessen Anweisungen missachtet, eigenmächtig Spielzüge ändert und stets die Kollegen verprellt. Beamens exzentrische Art wird noch gesteigert durch die Medien, bei denen er gut ankommt. Für Sportreporter Jack Rose wird Beamen der Hebel, um Druck auf D'Amato auszuüben, den Rose als nicht mehr zeitgemäß empfindet.
D’Amato selbst steht ebenfalls unter starkem Druck, da die neue Teameignerin Christina Pagniacci, die Tochter des verstorbenen Präsidenten und treuen Freundes von D’Amato, lediglich ihren persönlichen Vorteil im Blickfeld hat und den Wert des Teams steigern will, um es eventuell gewinnbringend verkaufen zu können. D’Amato, alleinstehend nach der Trennung von seiner Frau und mit wenig Kontakt zu seinem Sohn, spielt in den Zukunftsplänen von Pagniacci keine Rolle mehr und will sich selbst beweisen, dass er noch Biss hat. Derweil vertieft sich die Krise der Mannschaft: sie verliert ihr letztes Spiel und damit den Heimvorteil in der ersten Playoff-Runde sowie ihren Linebacker Luther „Shark“ Lavay wegen einer Verletzung. Ein wichtiger Grund für die Niederlage ist auch, dass Quarterback Willy Beamen völlig den Rückhalt seiner Mitspieler verloren hat, die ihn vor den Tacklings der gegnerischen Spieler nicht mehr schützen und seine Anweisungen nicht umsetzen. D'Amatos Versuch, Beamen bei einem gemeinsamen Essen zu zähmen und ihn darauf hinzuweisen, wie wichtig es für einen Quarterback ist, die Unterstützung seiner Mannschaftskameraden zu haben, um sie auch führen zu können, vertieft eher noch das Zerwürfnis zwischen den beiden, da Beamen sich nicht unterordnen möchte und dem weißen D'Amato indirekt Rassismus vorwirft.
Weitere Probleme entstehen als offenbar wird, dass der betriebsblinde Mannschaftsarzt Harvey Mandrake die Spieler, wegen des Drucks sportlichen Erfolg zu haben, mit und ohne deren Wissen dopt und sich auch sonst mehr um sein Liebesleben als um das Wohl der Spieler kümmert. So verschweigt er auch aus wirtschaftlichen Interessen „Shark“ und dem Trainer dessen schwere Verletzung und das damit verbundene Risiko, beim nächsten Tackling sterben zu können. Als D’Amato das erfährt, entlässt er Mandrake und schlägt, einmal in Rage, gleich noch Sportreporter Rose nieder, der keine Chance ungenutzt lässt, D’Amatos Niedergang zu dokumentieren.
Vor dem Spiel gegen die Dallas Knights, obendrein das Team mit der besten Verteidigung der Liga, muss sich D’Amato zunächst für seinen Ausrutscher gegenüber Rose rechtfertigen. Seine gelangweilt abgelesene Entschuldigungshymne ist ebenso ein feiner Seitenhieb auf die Gesetze der „sauberen“ Sportwelt wie die Einstellung, die den neuen Mannschaftsarzt Ollie Powers bei der Verabreichung einer medizinisch nicht erforderlichen Kortisonspritze an einen medikamentenabhängigen Spieler zeigt. In einer verzweifelten Ansprache versucht D’Amato, das zerstrittene Team zu einen und lässt sie von Jack Rooney aufs Feld führen. Dieser hält das Team mit einem Touchdown-Pass und einem – für einen Quarterback ungewöhnlichen – selbst erzielten Touchdown im Spiel. In der zweiten Halbzeit wechselt D’Amato Beamen ein, der, geläutert durch die negativen Erfahrungen der letzten Zeit, den Respekt seiner Mitspieler zurückgewinnt und das Team erfolgreich anführt. Mit vereinten Kräften können die Sharks das Spiel in letzter Sekunde gewinnen, nachdem ihnen bereits zuvor der entscheidende Touchdown aberkannt wurde.
Während des Spiels erfährt auch Pagniacci ihre Läuterung und dass sie außerhalb des Mikrokosmos der Sharks eine kaum bedeutende Rolle spielt. Ähnlich wie Beamen merkt sie, dass man sich gerade als Frau erst Respekt erarbeiten muss, bevor man Kontakte nutzen und Forderungen stellen kann. Nach dem verlorenen Meisterschaftsfinale (dem Finale um den „Pantheon Cup“) gegen San Franciso hält Pagniacci eine Schlussrede, die zeigt, wie perfekt inszeniert und doch undankbar Abtrittsreden im heutigen Sportgeschäft sind. D’Amato erklärt seinen Abschied selbst und nennt als Grund das Gefühl, sich nach dem verlorenen Finale nochmals verändern zu wollen. Doch D’Amato hat noch ein Ass im Ärmel – er wird Trainer mit vollständiger Kontrolle über das Management beim neuen Erweiterungsteam der Albuquerque Aztecs in New Mexico. Zum Erstaunen und Entsetzen der Anwesenden verpflichtet er Beamen als ersten Spieler für die Aztecs.

## Produktion

### Die Idee zum Film

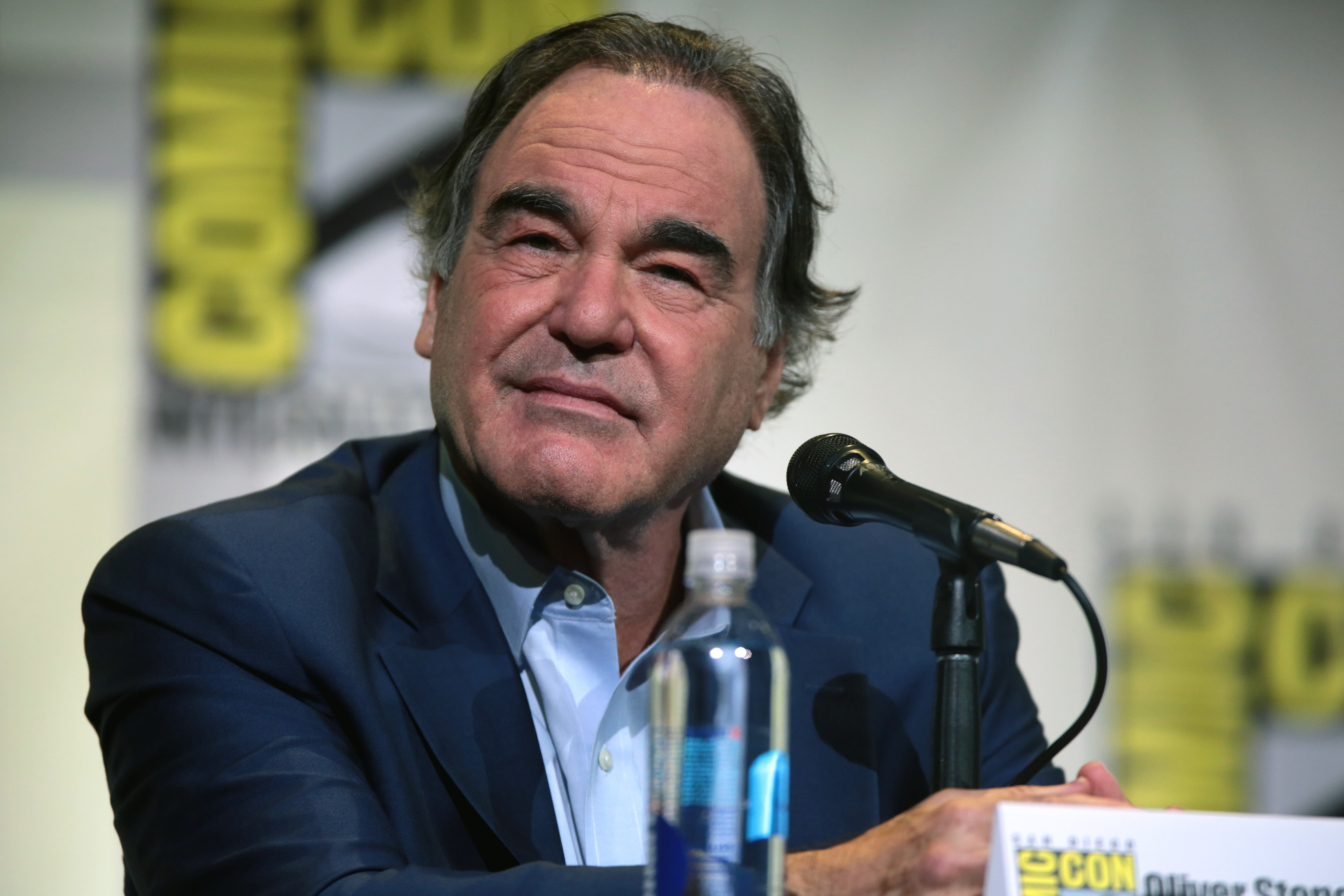
Oliver Stone (2016)

Bei den Dreharbeiten seines Films Nixon traf Oliver Stone auf den Journalisten Richard Weiner, der an einem Buch zusammen mit dem ehemaligen Quarterback der San Francisco 49ers arbeitete. Die 49ers waren seit seiner Kindheit das Lieblingsteam von Stone gewesen und so entstand bald darauf die Idee einen Film über American Football zu machen. Grundlage für den Film waren Monday Night, ein Drehbuch über einen schwarzen Quarterback, an dem Richard Weiner mitgearbeitet hatte. Auch die Drehbücher On Any Given Sunday von John Logan und Playing Hurt von Daniel Pyne flossen in den Film mit ein sowie You’re Okay, It’s Just a Bruise, ein Buch des ehemaligen Mannschaftsarztes Robert Huizenga, in dem dieser schockierende Details über den American Football enthüllte. Zudem meinte Oliver Stone in einem Interview mit Entertainment Weekly, dass der Sport seit den 1990er Jahren immer stärker von wirtschaftlichen Interessen gesteuert wurde und dass dies eine Motivation für ihn war, den Film zu drehen. Der Film basiert auch auf dem Roman des ehemaligen Spielers der Dallas Cowboys, Pat Toomay, der in dem Film in einer Nebenrolle zu sehen ist.

### Klagedrohung der NFL
Oliver Stone hatte zunächst Kontakt mit der US-amerikanischen Profiliga NFL, die anfangs begeistert war von der Idee eines Films über American Football, änderte aber ihre Meinung, als sie erfuhr, worum es in dem Film gehen würde. Jamie Williams, ehemaliger NFL-Spieler, meinte dazu, dass die NFL nicht an einem Film mitwirken wollte, der zeigt, dass die Spieler genauso wie der Rest der Gesellschaft Stärken und Schwächen besitzen. Die NFL schickte daraufhin eine Mitteilung an alle Teams der NFL, in der sie dazu riet, nicht mit den Filmemachern zusammenzuarbeiten. Die Miami Dolphins, die Denver Broncos und die San Francisco 49ers öffneten dennoch ihre Türen für das Team um Oliver Stone. Da die NFL nicht kooperierte, mussten fiktive Mannschaften, Trikots und Logos erfunden werden. Die NFL drohte dem Film mit einer Klage, da die Liga wenig begeistert war über die Darstellung des American Football im Film. Oliver Stone zufolge wollte die NFL sogar ihre Spieler daran hindern an dem Filmprojekt teilzunehmen, jedoch widersetzten sich einige Spieler dieser Anordnung. So sieht man wie Terrell Owens, damaliger Wide Receiver bei den San Francisco 49ers, in einem Spiel zwei Touchdowns für die Miami Sharks erzielt. Durch die Klagedrohungen der NFL verzögerte sich die Produktion des Films um acht Monate. Die im Film dargestellte Liga soll ein erfolgreiches Konkurrenzprodukt zur NFL darstellen, was deutlich wird in einer Szene in der das NFL-Team der Miami Dolphins erwähnt wird.

### Rollenbesetzung

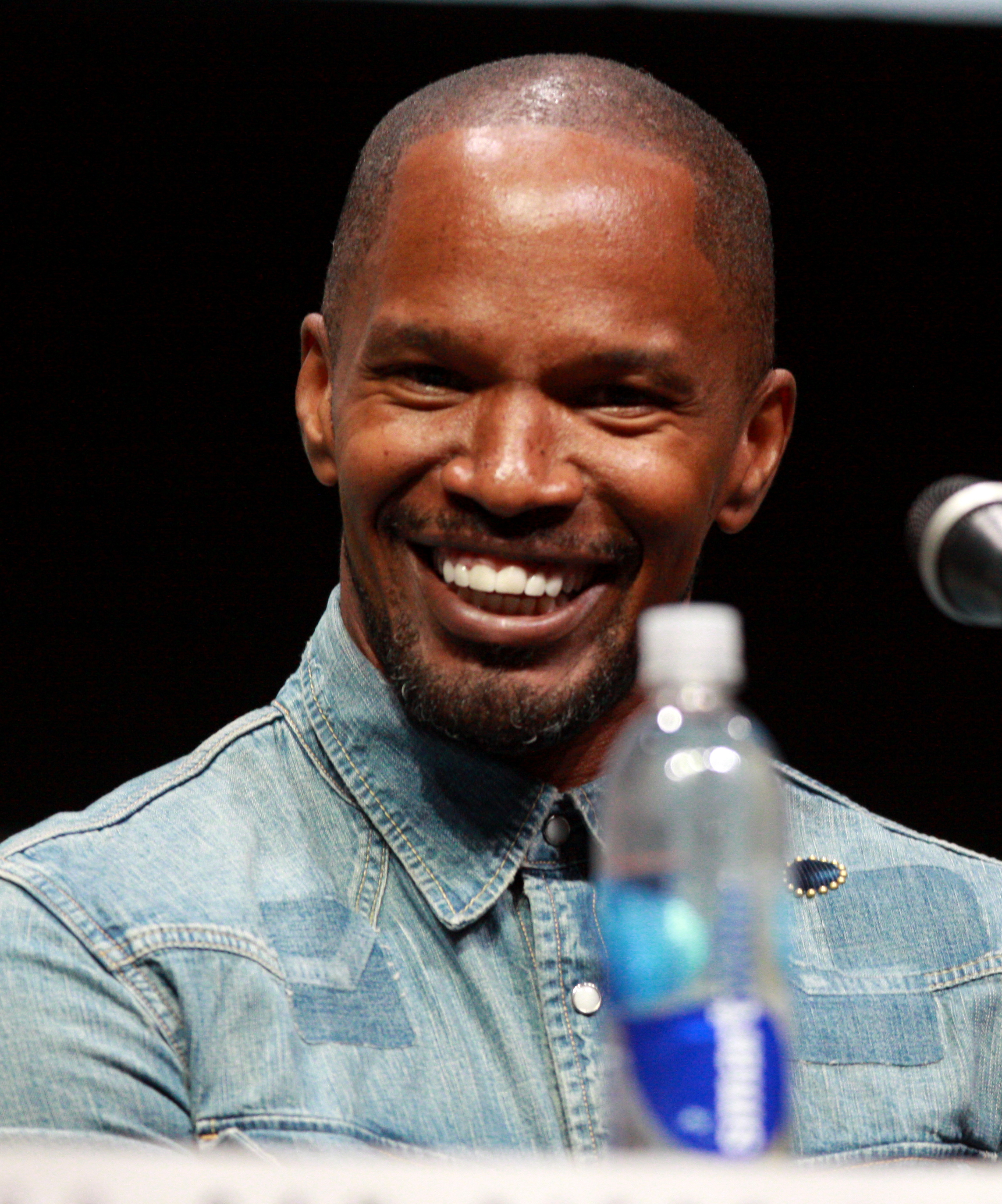
Jamie Foxx (2013)

Die Besetzung der Rollen kristallisierte sich nach und nach heraus. Die Rolle von Willie Beamen sollte ursprünglich von Will Smith gespielt werden, der jedoch kein Interesse zeigte. Danach bemühte man sich um den Rapper P. Diddy, der auch den Vorstellungen der Filmemacher entsprach, jedoch keinerlei Talent für das Werfen des Balles besaß. Schließlich fiel die Wahl auf Jamie Foxx, der bis dahin nur für Komödien bekannt war, der jedoch während seiner Schulzeit als Quarterback gespielt hatte und bei Stone sowie den anderen Schauspielern durch seine freche und intelligente Art gut ankam. Der alternde Quarterback „Cap“ Rooney wurde mit dem Linkshänder Dennis Quaid besetzt, der sich im Trainingslager von San Francisco auf seine Rolle vorbereitete. Die Rolle von Tony D'Amato sollte eigentlich von Robert De Niro gespielt werden, der jedoch zu viel Geld verlangte und daher verpflichtete man Al Pacino, eine natürliche Wahl für Stone, der mit Pacino schon in früheren Filmen zusammengearbeitet hatte. Für die Vorbereitung auf seine Rolle erhielt Pacino viel Unterstützung von den Trainern der San Francisco 49ers. Bei der Frage, wer den Teambesitzer spielen sollte, war man sich schnell einig, dass es eine Frau sein sollte. Cameron Diaz war gerade bekannt geworden durch den Film Verrückt nach Mary und zusammen mit ihrer netten und coolen Art sowie der Tatsache, dass sie ein echter Sportfan war entschloss man sich, ihr die Rolle anzubieten. Matthew Modine (Dr. Ollie Powers) wurde von Stone dazu angehalten das Buch You´re okay, it's just a bruise von Robert Huizenga (siehe oben) zu lesen, in dem Huizenga die Schattenseiten der Medizin im American Football beschreibt. Als Teamarzt bei den Oakland Raiders geriet er in Konflikt mit dem Orthopäden der Mannschaft, ein ähnlicher Konflikt wie der zwischen Powers und Mandrake im Film.
Eine ganze Reihe von Superstars des American Football haben Gastauftritte in An jedem verdammten Sonntag, wie zum Beispiel Dick Butkus und Johnny Unitas als gegnerische Trainer und Terrell Owens als Wide Receiver der Miami Sharks mit der Nr. 82. Auch einige Branchenfremde wurden als Schauspieler eingesetzt, wie der Rapper LL Cool J oder der Bodybuilder Andrew Bryniarski. Oliver Stone spielt in einem Cameo-Auftritt einen Sportreporter. Auch Altstar Charlton Heston hat einen kurzen Auftritt als Commissioner, darüber hinaus werden Fernsehausschnitte von Ben Hur gezeigt, als sich D’Amato mit Beamen über seine Zukunft als Quarterback streitet.

### Dreharbeiten
Die Dreharbeiten stellten für die Darsteller eine große Strapaze dar, Oliver Stone nannte das Filmprojekt „ein Monster“. In der Hitze von Miami waren die Schauspieler vier Monate lang gezwungen, fünf Tage in der Woche zwölf Stunden lang Football zu spielen. Die testosterongeladene Atmosphäre explodierte buchstäblich, als sich LL Cool J und Jamie Foxx dem Drehbuch zufolge streiten sollten und Cool J Foxx wirklich schlug und sich daraufhin ein Kampf zwischen den beiden entwickelte. Als die Filmcrew die beiden auseinanderbringen wollte, geriet Stone in Rage und beklagte sich, dass der Streit nicht gefilmt worden war.

## Trivia
An jedem verdammten Sonntag war der erste Film seit 1986, den Stone nicht mit dem mehrfach Oscar-prämierten Kameramann und Bildgestalter Robert Richardson zusammen gedreht hat.

## Kritiken
„An einem nur scheinbar überschaubaren Mikrokosmos, der durch die fulminante filmische Erzählweise immer mehr zerstückelt wird, zeichnet der Film den immer schnelleren Zerfall einer Gesellschaft nach, deren Einzelteile kaum noch miteinander verbunden werden können. Gespiegelt wird dies in einer rasanten, mitunter geradezu hysterischen Inszenierung, die Ausdruck der kulturpessimistischen Haltung des Regisseurs ist.“

„Schlussendlich ist dieser überwältigende Film von Oliver Stone wohl einer seiner hoffnungsvollsten. Er ist rasant gedreht, im warmen Licht Miamis, die Kameras an den Körpern, der Schnitt eine turbulente Formation, rhythmisiert von einem gewaltigen Musiksample aus Hip Hop, Metallica und indianischem Spiritual. Der Teamgeist in Stones Schauspieler-Aufgebot muss gestimmt haben: Jeder gibt seine Rolle perfekt, keiner spielt den anderen aus. Auf den Coach Al Pacino ist Verlass, er brilliert mit seiner Variante der Philosophie ‚Every Inch Counts‘. Furios – wenn auch ein paar Andante-Pausen nicht geschadet hätten, zum Luftschnappen.“

## Auszeichnungen
- Nominierung bei den Internationalen Filmfestspielen Berlin 2000 für einen Goldenen Bären.
- Cameron Diaz erhielt einen Blockbuster Entertainment Award und einen ALMA Award.
- Richard Horrowitz wurde mit dem BMI Film & TV Award ausgezeichnet.
- Die Deutsche Film- und Medienbewertung (FBW) verlieh dem Film das Prädikat „besonders wertvoll“.[11]

## Soundtrack
Der gleichnamige Soundtrack erklomm die vorderen Ränge der Charts. Erstmals ist Jamie Foxx als Sänger zu hören; er steuerte gleich zwei Titel bei. Ebenfalls auf der CD vertreten ist LL Cool J. Die erfolgreichste Singleauskopplung war Be A Man von Hole.
Zwei Soundtracks sind von Atlantic Records veröffentlicht worden. Der erste enthält Hip-Hop und Hard Rock, der zweite Musik aus dem Film sowie R&B, Jazz und Techno.
1. „Who Ya Going to Call“ – Missy Elliott
2. „Reunion“ – Capone-N-Noreaga
3. „Never Goin’ Back“ – Mobb Deep
4. „Sole Sunday“ – Goodie Mob featuring Outkast
5. „Shut ’Em Down“ – LL Cool J
6. „Sittin’ on D’s“ – Trick Daddy featuring Trina, Deuce Poppi & Co
7. „Any Given Sunday“ – Jamie Foxx featuring Guru & Common
8. „Whatever It Takes“ – P.O.D.
9. „Fuck That“ – Kid Rock
10. „Be a Man“ – Hole
11. „My Niggas“ – DMX
12. „Jump“ – Mystikal
13. „Move Right Now“ – Swizz Beats featuring Eve & Drag-On
14. „Why“ – Godsmack
15. „Stompbox“ – Overseer
16. „Any Given Sunday Outro“ – Jamie Foxx

1. „Amazing Grace“ – Robbie Robertson
2. „Out of the Blue“ – Robbie Robertson
3. „Peace with ’Inches’ Speech“ – Al Pacino/Paul Kelly
4. „Graciosa“ – Moby
5. „Cruisin'“ – Smokey Robinson
6. „Carry Me“ – Robbie Robertson
7. „Ghost Dance (Saber Remix)“ – Robbie Robertson
8. „Don’t Explain“ – Nina Simone
9. „Como Ves“ – Ozomatli
10. „Cheek to Cheek“ – Ella Fitzgerald
11. „My Name Is Willie“ – Jamie Foxx
12. „So Ruff, So Tuff“ – Roger
13. „Without a Daddy (Black Girl/White Girl)“ – 2She
14. „Fierce #2“ – Richard Horowitz
15. „Drive“ – Paul Kelly
16. „Any Given Sunday Outro“ – Jamie Foxx